# Nord (California)
Nord es un lugar designado por el censo ubicado en el condado de Butte en el estado estadounidense de California. En el año 2010 tenía una población de 320 habitantes.

## Geografía
Nord se encuentra ubicado en las coordenadas 39°46′46.58″N 121°57′25.93″O / 39.7796056, -121.9572028.